# يحيى بن عمر اللمتوني
يحيى بن عمر اللمتوني (... - 447هـ = ... - 1055 م) أمير المرابطين بالمغرب الأقصى بعد الأمير يحيى بن إبراهيم.

## سيرته
كان يحيى بن عمر من رؤساء قبيلة لمتونة بالصحراء الكبرى، و حج مع جماعة من قومه كان رئيسهم الأمير يحيى بن إبراهيم الجدالي زعيم صنهاجة. وفي أثناء عودتهم مروا بالقيروان، فلقوا شيخ المالكية فيها «أبا عمران الفاسى» و بعد ذلك لقوا الشيخ عبد الله بن ياسين حيث دخل الأمير يحيى بن إبراهيم الجدالي بلاد صنهاجة صحبة الشيخ عبد الله بن ياسين . فنزل على قبيلة لمتونة، التي بالغت في إكرامه و الترحيب به...و قد استمروا في الجهاد والفتوحات، حتى دنت لهم كل بلاد المغرب و لما توفي الأمير يحي بن إبراهيم الجدالي، قدم ابن ياسين مكانه الأمير يحي ابن عمر اللمتوني الذي كان من أهل الدين والفضل، كما كان طائعا في جميع أموره لإمامه ابن ياسين.

### قيادته
ذهب يحيى بن عمر اللمتوني إلى قومه وأتى بهم ودخلوا مع الشيخ عبد الله بن ياسين في جماعته، وأصبح الثلاثمائة وألف سبعةَ آلافٍ في يوم وليلة، مسلمون. و بعد قليل من دخول قبيلة لَمْتُونة في جماعة المرابطين توفي الأمير يحيى بن عمر( 447 هـ= 1055 م)، و استمر أخاه أبو بكر بن عمر في تأييد الزعيم عبد الله بن ياسين. فاستولى على سجلماسة و ملك السوس بأسره ثم امتلك بلاد المصامدة وفتح بلاد أغمات وتادلة وتامسنا سنة 449 هـ وقاتل البجلية (من شيعة عبيد الله المهدي) وقبائل برغواطة. وكان في كل هذا إلى جانب سيد المرابطين عبد الله بن ياسين. و عندما أصيب عبد الله بن ياسين بجراح في حربه مع برغواطة سنة 451 هـ فخطب في أشياخ صنهاجة وقال: إني ذاهب عنكم فانظروا من ترضونه لأمركم. فاتفق الرأي على أخاه أبي بكر.